# Omega2 Tauri
Omega2 Tauri (ω2 Tauri, förkortat Omega2 Tau, ω2 Tau) som är stjärnans Bayerbeteckning, är en ensam stjärna belägen i den mellersta delen av stjärnbilden Oxen. Den har en skenbar magnitud på 4,91 och är synlig för blotta ögat. Baserat på parallaxmätning inom Hipparcosuppdraget på ca 34,6 mas, beräknas den befinna sig på ett avstånd av ca 94 ljusår (29 parsek) från solen.

## Egenskaper
Omega2 Tauri är en blå till vit stjärna i huvudserien av spektralklass A3m och är en ung Am-stjärna med en ålder av cirka 100 miljoner år. Den har en massa som är omkring 1,9 gånger större än solens massa, en uppskattad radie som är 50 procent större än solens och utsänder från dess fotosfär ca 6,6 gånger mera energi än solen vid en effektiv temperatur på ca 7 540 K.
Omega2 Tauri har ett överskott av infraröd strålning, vilket tyder på närvaro av en omkretsande stoftskiva med en genomsnittlig temperatur på 99 K. Stjärna ingår sannolikt i gruppen Octans Near, en närliggande grupp av stjärnor med en gemensam rörelse genom rymden.